# جفت‌رود
جفت‌رود یک روستا در ایران است که در شهرستان خوسف واقع شده‌است. جفت‌رود ۲۱ نفر جمعیت دارد.